# Palazzo della Provincia e della Prefettura
Il Palazzo della Provincia e della Prefettura è un palazzo pubblico di Perugia sorto sulle rovine della Rocca Paolina.

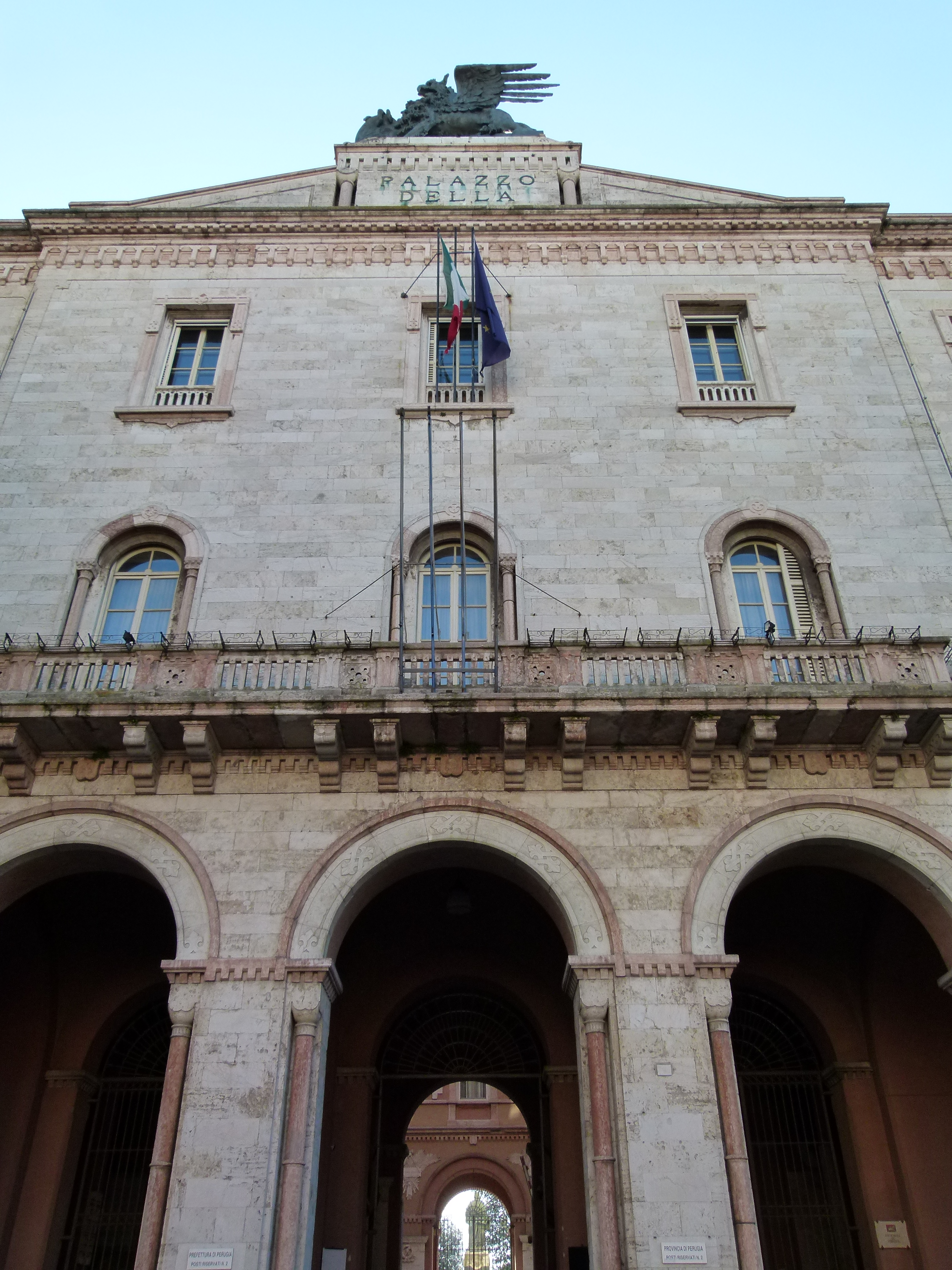
Palazzo della Provincia e Prefettura di Alessandro Arienti (1867-1873)

## Storia
Il palazzo della Provincia  e del Prefettura di Perugia è stato costruito dall’amministrazione comunale per colmare lo spazio vuoto creatosi a seguito della demolizione della Rocca Paolina, quindi getta le sue fondamenta sulle sue rovine. La destinazione d’uso di questa opera pubblica  non era stata definita, si pensava inizialmente  di destinarlo all'Accademia di Belle Arti, per questo aveva un nome anonimo: “Palazzo Nuovo” o “la Fabbrica di Mezzo", perché sorgeva nell’area centrale occupata dalle rovine della Rocca, dove subito dopo sorsero intorno altri palazzi privati.
Il progetto fu affidato al milanese Alessandro Arienti, ingegnere capo del Comune di Perugia e risale al 1867. Fu scelto “un forestiero”, naturalizzato perugino, per venir fuori da contestazioni causate da rivalità intercorse tra gli architetti locali. Il progetto riprende lo stile dei palazzi pubblici settentrionali, ma è integrato con la bicromia umbra bianco-rosa, data dall’uso delle pietre locali. Arienti, formatosi all’Accademia di Brera, per questa opera si orientò verso forme architettoniche lombarde e neobramantesche, più consone allo spirito risorgimentale, attingendo con il suo eclettismo a decorazioni tardomedievali e prerinascimentali. Ha rigettato quindi lo stile aureo del cinquecento romano, che aveva caratterizzato i primi progetti del “Palazzo Nuovo”, perché ricordava il vecchio regime papalino. Mentre i primi progetti, presentati nei concorsi del 1860 e del 1863 dagli architetti locali, solo ai fini dell'omogeneità stilistica con il preesistente Palazzo Donini, riprendevano lo "stile romano".
L’opera dell’Arienti a quel tempo è stata ritenuta eccessivamente “fuori luogo” e ha suscitato molte polemiche tra i contemporanei. Il palazzo oltre che considerato avulso dal contesto, era ritenuto troppo basso per la sua mole. I detrattori erano soprattutto gli architetti umbri: Guglielmo Calderini e Nazareno Biscarini, che si sono visti rifiutare il loro progetto.
Nonostante la difficoltà riscontrata nel costruire sui resti di una secolare stratificazione, ricordiamo che le sue fondamenta poggiano sui sotterranei del forte paolino, il progetto per l’epoca in cui è stato costruito presenta interessanti lati positivi:
1. Le sue facciate rivolte ai quattro punti cardinali, sono visibili in tutti i quattro lati, tutti di pari importanza; cosa inconsueta per una città medievale come Perugia. L’ingresso principale è nel lato lungo che dà sulla piazza, mentre il retro dà nel belvedere ad uso pubblico, proteso con una balaustra su un panorama che ha ispirato, a Giosuè Carducci (da cui il nome dato ai Giardini), Il canto dell’amore.
2. La sua mole per larghezza supera tutti i palazzi della piazza, ma il porticato su tutto il perimetro conferisce trasparenza, leggerezza e ariosità alle masse murarie.[1]
3. La sua altezza, conseguentemente i suoi piani (3 livelli incluso la terra) sono stati determinati dall’altezza del preesistente palazzo, “mettendo in proporzione” il nuovo palazzo con il palazzo Donini.[2]
4. La strutturazione degli spazi interni è stata concepita in modo flessibile con una linearità assiale, perché al momento della progettazione non era stata definita la destinazione d’uso. Prova ne è che viene definito come polo civico e politico, dopo l’adattamento e la decorazione dei locali, compiuta tra il 1872 e il 1873, accogliendo gli uffici della Prefettura e della Provincia nonché la residenza del Prefetto.
5. Il progetto nonostante la grande mole è stato realizzato a costi contenuti ed ha riutilizzato il laterizio e pietrame del forte paolino.[3]

## Architettura
La facciata si articola attraverso linee orizzontali che alternano fasce bicrome di pietra rosa e travertino bianco. In prossimità dell'ingresso e agli angoli la costruzione avanza leggermente per  evidenziare l'accesso e creare  plasticità alla facciata. Il basamento è composto da archi possenti a tutto sesto, che richiamano la classicità romana. Il porticato è come il peristilio intorno alla cella di un tempio, che fa levitare l’edificio su un panorama dove lo sguardo si può perdere, e si respira “aria di riconquistata libertà”.
Il portico comunica nel cortile interno del palazzo, sono collocate numerose lapidi commemorative a riprova della sua sacralità.
Tre archi centrali del porticato che danno sulla piazza, compongono l’ingresso, sopra a cui è posta una loggia. Le finestre del primo piano sono contornate da colonnine in pietra rosa e sormontate da un arco a tutto sesto, e da un architrave in quelle del secondo piano.
Un cornicione di gusto lombardo contorna l’attico. Agli angoli dell’attico sono posti dei timpani triangolari con guglie, mentre al centro si trova un timpano trapezoidale dove è stata collocata la statua del Grifo, divenuto simbolo oltre che del Comune anche della nascente Provincia dell’Umbria che si estendeva in tutto il territorio umbro comprese Rieti e la Sabina (fino al 4 marzo 1923).

## Decorazione interna
La decorazione interna fu iniziata nel 1870 e terminata nel 1875 e si deve a un'équipe di sei pittori locali: Domenico Bruschi, Mariano Piervittori, Matteo Tassi, Giovanni Panti, Marzio Cherubini e Niccola Benvenuti. Le simbologie dei suoi cicli pittorici sono dedicate ai temi dell’Unità d'Italia e a citazioni di storia locale.
Il Palazzo al piano nobile ha quattro sale dove è stata curata maggiormente la decorazione pittorica, due in particolare: la sala del Consiglio e la sala dei ricevimenti, furono dipinte sotto la direzione di Domenico Bruschi.
La Sala del Consiglio riprende i motivi ornamentali della facciata esterna, anche nel colore di fondo riprende il rosa antico della pietra;  è un tripudio di decorazione  con profusione d'oro e riflessi di luce a colori della vetrata.  La volta è sovrastata da una loggia circolare sopra la quale si apre al centro la grande vetrata, suddivisa in otto scomparti, con motivi geometrici ornamentali, opera di Francesco Moretti (1873). Anche la volta è suddivisa in otto spicchi, in ognuno dei quali, entro cornici quadrilobate, Bruschi ha rappresentato altrettante personificazioni femminili che ricordano le allegorie del Veronese in Palazzo Ducale a Venezia, e per questo motivo è stato definito “stile neo veneto”. Sei allegorie rappresentano le città umbre e sabine su cui si estendeva la giurisdizione della Provincia Umbria (Perugia, Foligno, Rieti, Orvieto, Terni e Spoleto), Perugia è rappresentata con lo sfondo del palazzo della Provincia, la storica data del XX giugno 1859 e con la citazione di uomini che l’hanno resa grande. Le due restanti figure, poste una di fronte all’altra, sono l’allegoria della “Provincia” e dell'“Italia”. Come rapporto di dignitoso rispetto del territorio locale al territorio nazionale, la “Provincia” è rappresentata come una nobile fanciulla, che non osa incrociare lo sguardo dell’ “Italia”. Dopo questa commissione il Bruschi sarà chiamato a dipingere in altre città per lavori analoghi: a Cagliari, Bari, Palazzo Montecitorio e palazzo Madama.
Sempre nella sala del Consiglio, quattro busti ritraggono illustri personaggi del Risorgimento umbro (Cesare Fani, Luigi Pianciani, Zeffirino Faina, Francesco Guardabassi) e il quinto è dedicato a Benedetto Maramotti, guida prefettizia dell'amministrazione nel primo periodo post unitario.
Nel 1921 viene sciolto il consiglio provinciale ad opera del governo fascista e vengono apportate modifiche al palazzo determinando altre funzioni agli spazi interni. Fortunatamente non modificando l’apparato decorativo.
La seconda sala dei ricevimenti, ubicata nella zona riservata alla Prefettura, è decorata sempre da Bruschi (1874) con dipinti che riproducono dei finti arazzi, eseguiti in modo da dilatare lo spazio come nella pittura murale romana del ‘500. Sono incorniciati da finto velluto rosso e oro con cornici architettoniche decorate con festoni e putti. Ogni arazzo ha un contenuto che si rifà a personaggi che hanno reso grande la città, nelle varie arti. Completano la narrazione dieci lunette con la vita degli stessi personaggi.
Tra gli altri ambienti degni di nota è “la galleria meridionale” dove Mariano Piervittori ha realizzato le decorazioni a grottesche con scene “di genere” riferite ad episodi di storia locale.
Vi è anche la Sala degli Stemmi delle principali città dell’Umbria dipinti da Matteo Tassi. Infine la sala delle riunioni della Deputazione provinciale con decorazioni di Giovanni Panti ed altre sale minori dipinte a grottesche da Marzio Cherubini.

## Collezione Straka-Coppa
Dal 1985 la Provincia è titolare della collezione Straka-Coppa, di Maria Teresa Straka-Coppa e Francesco Coppa, composta soprattutto da opere del periodo compreso tra la fine dell’Ottocento ed i nostri giorni ma anche di opere antiche come due tavolette trecentesche di scuola senese a cui si aggiungono dipinti ed arredi del Seicento e Settecento italiano. La collezione al momento non è visitabile.

## CERP- Centro Espositivo Rocca Paolina
Si accede dal porticato ovest scendendo la prima rampa delle scale mobili.
Nei sotterranei ricavati dalle sue fondamenta, dal 1985, è stato aperto il centro espositivo CERP  della Provincia di Perugia, dove si svolgono degli eventi culturali e mostre di rilievo della Regione .